# Mountainbike-Weltmeisterschaften 2002
Die Mountainbike- und Trial-Weltmeisterschaften 2002 fanden vom 28. August bis 1. September 2002 in der österreichischen Ortschaft Kaprun statt. Sie wurden im Rahmen der Europa-Sportregion Kaprun–Zell am See gemeinsam mit der nahen Stadt Zell am See promotet.
Es wurden insgesamt 17 Entscheidungen in den Disziplinen Cross-Country, Downhill, Four Cross und Trial ausgefahren. Piste war der Maiskogel, mit der Infrastruktur des Skigebiet Kaprun–Maiskogel.
Die Investitionen betrugen etwa 60 Millionen Schilling. Die Veranstaltung war ein Erfolg, der Internationale Radsport-Verband UCI vergab die Weltcup-Finali 2003–2005 gleich nach der Veranstaltung an Kaprun. Es wurde aber nur mehr jenes 2003 dort ausgetragen.

## Cross Country

### Männer (33,6 km)
| Platz | Land | Athlet              | Zeit         |
| ----- | ---- | ------------------- | ------------ |
| 1     | CAN  | Roland Green        | 2:19:02 Std. |
| 2     | BEL  | Filip Meirhaeghe    | 2:19:21 Std. |
| 3     | SUI  | Thomas Frischknecht | 2:20:47 Std. |

### Frauen (28,8 km)
| Platz | Land | Athletin        | Zeit         |
| ----- | ---- | --------------- | ------------ |
| 1     | NOR  | Gunn-Rita Dahle | 2:14:05 Std. |
| 2     | POL  | Anna Szafraniec | 2:15:28 Std. |
| 3     | GER  | Sabine Spitz    | 2:16:53 Std. |

### Männer U23 (28,8 km)
| Platz | Land | Athlet         | Zeit         |
| ----- | ---- | -------------- | ------------ |
| 1     | FRA  | Julien Absalon | 1:59:01 Std. |
| 2     | SUI  | Ralph Näf      | 2:01:33 Std. |
| 3     | CAN  | Ryder Hesjedal | 2:02:34 Std. |

### Junioren
| Platz | Land | Athlet        | Zeit         |
| ----- | ---- | ------------- | ------------ |
| 1     | AUS  | Trent Lowe    | 1:17:14 Std. |
| 2     | RUS  | Juri Trofimow | 1:19:12 Std. |
| 3     | ITA  | Tony Longo    | 1:19:27 Std. |

### Juniorinnen
| Platz | Land | Athletin      | Zeit         |
| ----- | ---- | ------------- | ------------ |
| 1     | AUS  | Lisa Mathison | 1:14:08 Std. |
| 2     | AUT  | Elisabeth Osl | 1:16:39 Std. |
| 3     | CZE  | Petra Bublová | 1:17:43 Std. |

### Staffel
| Platz | Land | Athleten                                             | Zeit         |
| ----- | ---- | ---------------------------------------------------- | ------------ |
| 1     | CAN  | Ryder Hesjedal, Roland Green, Alison Sydor, Plaxton  | 1:43:36 Std. |
| 2     | FRA  | Laurence Leboucher, Absalon, Demaret, Ravanel        | 1:44:29 Std. |
| 3     | SUI  | Florian Vogel, Thomas Frischknecht, Henzi, Flückiger | 1:45:00 Std. |

## Downhill

### Männer
| Platz | Land | Athlet           | Zeit        |
| ----- | ---- | ---------------- | ----------- |
| 1     | FRA  | Nicolas Vouilloz | 5:08,53 min |
| 2     | GBR  | Steve Peat       | 5:09,07 min |
| 3     | AUS  | Chris Kovarik    | 5:13,88 min |

### Frauen
| Platz | Land | Athlet                 | Zeit        |
| ----- | ---- | ---------------------- | ----------- |
| 1     | FRA  | Anne-Caroline Chausson | 5:45,58 min |
| 2     | GBR  | Fionn Griffiths        | 5:52,18 min |
| 3     | USA  | Missy Giove            | 5:56,14 min |

### Junioren
| Platz | Land | Athlet            | Zeit        |
| ----- | ---- | ----------------- | ----------- |
| 1     | AUS  | Samuel Hill       | 5:22,01 min |
| 2     | GBR  | George Atherton   | 5:23,62 min |
| 3     | AUS  | Justin Havukainen | 5:24,62 min |

### Juniorinnen
| Platz | Land | Athletin        | Zeit       |
| ----- | ---- | --------------- | ---------- |
| 1     | NZL  | Emmeline Ragot  | 6:27,4 min |
| 2     | GBR  | Claire Bauchet  | 6:34,9 min |
| 3     | ECU  | Diana Marggraff | 6:38,3 min |

## Four Cross

### Männer
| Platz | Land | Athlet        |
| ----- | ---- | ------------- |
| 1     | USA  | Brian Lopes   |
| 2     | FRA  | Cédric Gracia |
| 3     | USA  | Eric Carter   |

### Frauen
| Platz | Land | Athletin               |
| ----- | ---- | ---------------------- |
| 1     | FRA  | Anne-Caroline Chausson |
| 2     | AUS  | Katrina Miller         |
| 3     | FRA  | Sabrina Jonnier        |

## Trials

### Männer 26"
| Platz | Land | Athlet       | Punkte |
| ----- | ---- | ------------ | ------ |
| 1     | BEL  | Kenny Belaey | 8      |
| 2     | FRA  | Marc Vinco   | 9      |
| 3     | FRA  | Marc Caisso  | 10     |

### Männer 20"
| Platz | Land | Athlet               | Punkte |
| ----- | ---- | -------------------- | ------ |
| 1     | GER  | Marco Hösel          | 11     |
| 2     | ESP  | Juan Antonio Linares | 12     |
| 3     | SVK  | Peter Barták         | 13     |

### Frauen
| Platz | Land | Athletin       | Punkte |
| ----- | ---- | -------------- | ------ |
| 1     | SUI  | Karin Moor     | 10     |
| 2     | FRA  | Lucie Miramond | 28     |
| 3     | FRA  | Floriane Combe | 36     |

### Junioren 26"
| Platz | Land | Athlet              | Punkte |
| ----- | ---- | ------------------- | ------ |
| 1     | FRA  | Giacomo Coustellier | 0      |
| 2     | FRA  | Gilles Coustellier  | 1      |
| 3     | FRA  | Marc Soulas         | 7      |

### Junioren 20"
| Platz | Land | Athlet              | Punkte |
| ----- | ---- | ------------------- | ------ |
| 1     | FRA  | Gilles Coustellier  | 9      |
| 2     | ESP  | Diego Barrio Roa    | 11     |
| 3     | FRA  | Giacomo Coustellier | 13     |